# Дама с собачкой
«Да́ма с соба́чкой» — рассказ русского писателя и драматурга Антона Павловича Чехова, написанный в 1898 году. Впервые опубликован в журнале «Русская мысль» № 12 в 1899 году.

## Сюжет
Москвич Дмитрий Дмитриевич Гуров и Анна Сергеевна фон Дидериц («дама с собачкой») встречаются в Ялте, куда оба приехали на отдых. Через неделю между ними завязывается роман. Несмотря на то, что и Анна замужем, и у Гурова в Москве жена и трое детей, герои влюбляются друг в друга.
Оба несчастливы в браке, и теперь, увлечённые этим романом, искренне верят, что наконец-то встретили настоящую любовь.
Но отдых подходит к концу, а вместе с Ялтой Гурову приходится расстаться и с его курортным романом. Герой возвращается к своей обычной московской жизни, к семье, к нелюбимой жене, но тоска по Анне Сергеевне не даёт ему жить как прежде. Гуров отправляется в город С., где живёт его возлюбленная. Встретившись в местном театре, влюблённые договариваются, что Анна Сергеевна приедет в Москву.
Так и продолжается их жизнь. Регулярно, тайно от своих семей, они встречаются в гостинице «Славянский базар» и надеются, что в будущем их жизнь будет лучше, ведь они нашли свою настоящую любовь.

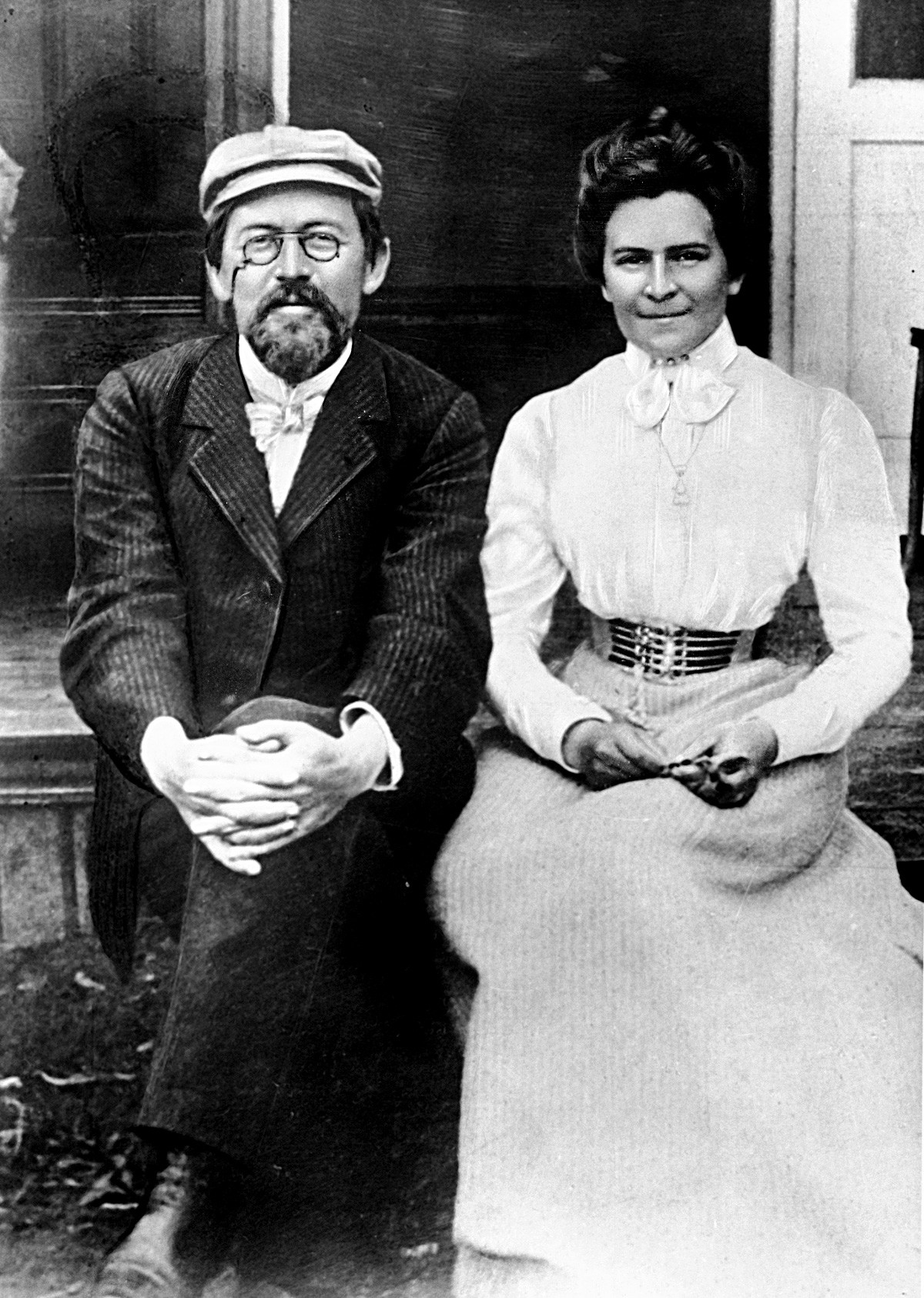
А. П. Чехов и О. Л. Книппер
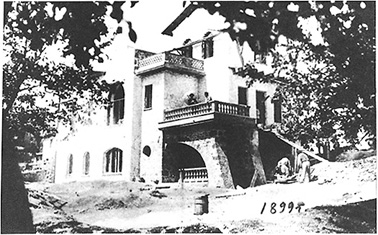
Дом А. П. Чехова в Ялте, закончен в 1899 году. В нём он прожил последние годы жизни. Тут же написан рассказ
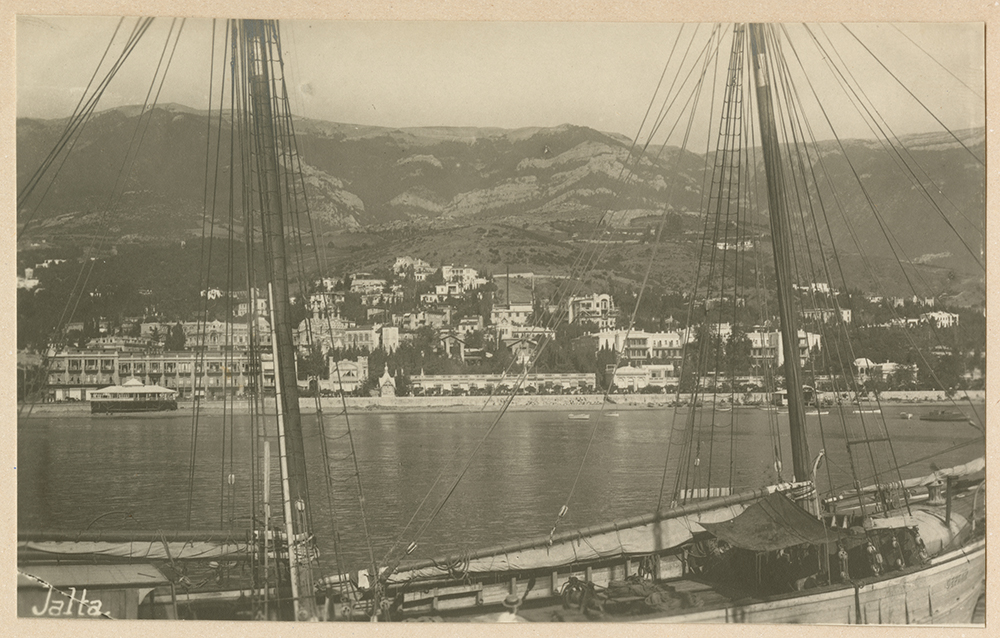
Набережная, вид с мола. Место променада курортной публики
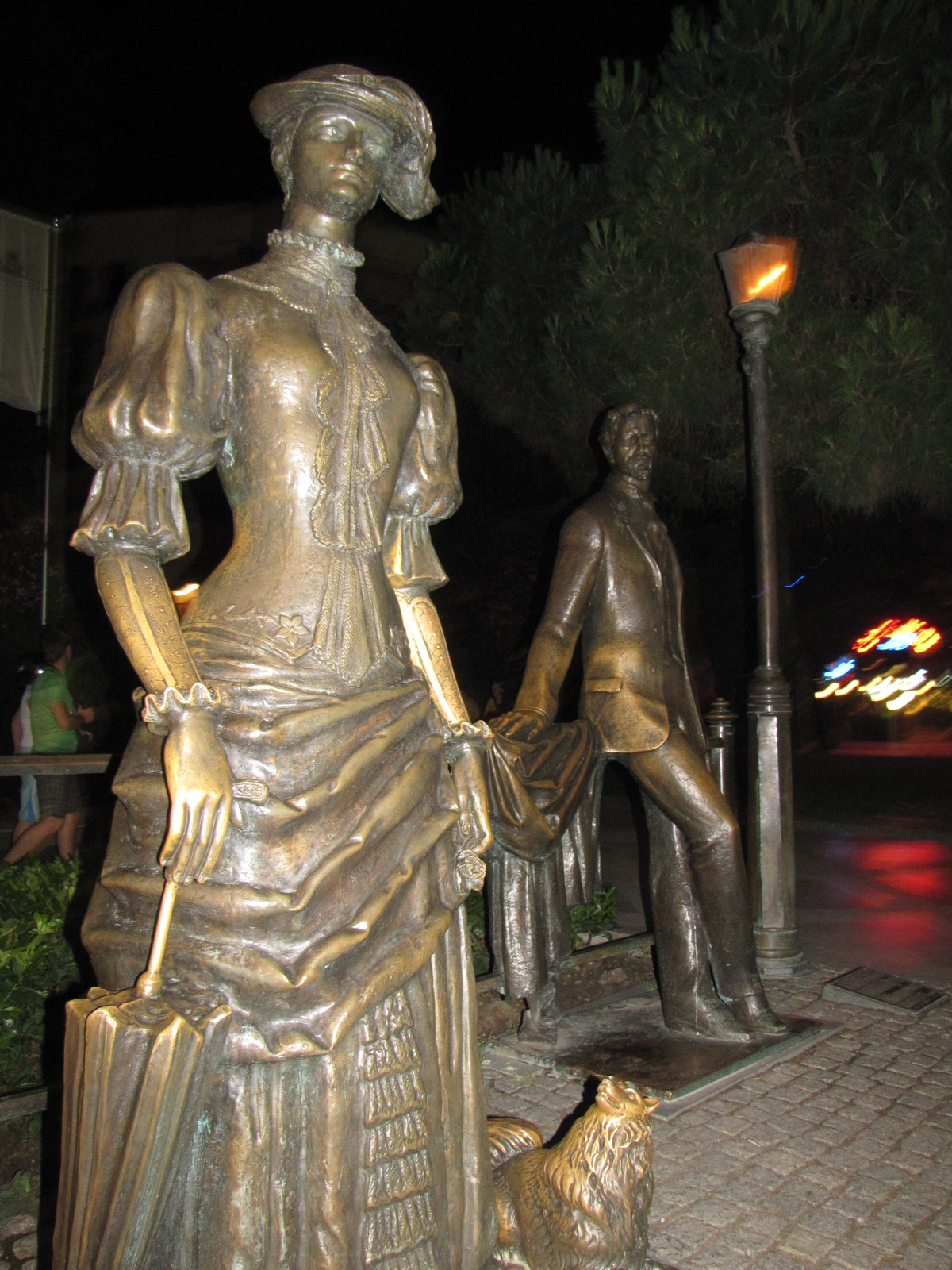
«Антон Чехов и дама с собачкой» Ю. Иванченко, Г. Паршин, Ф. Паршин. 2004 год. Набережная Ялты
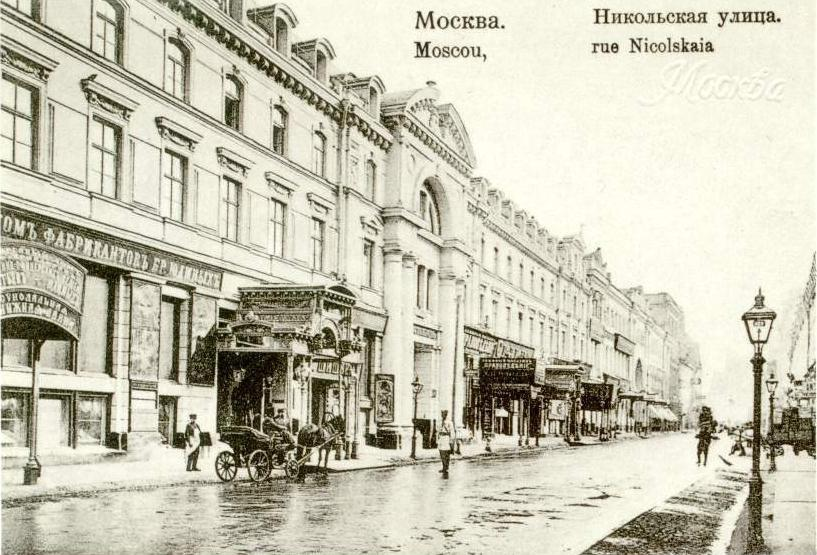
Гостиница «Славянский базар», Никольская улица, Москва

## Критики о рассказе
Есть мнение, что рассказ был написан Чеховым под впечатлением его поездки в Ялту, а также встречи с последней любовью писателя — Ольгой Книппер.
Несмотря на название рассказа, ведущую роль занимает не Анна Сергеевна, а Гуров и произошедшие в нём под влиянием любви перемены.
Рассказ был высоко оценён критиками. В. В. Набоков считал «Даму с собачкой» одним из величайших литературных произведений в истории, Р. И. Сементковский заявлял, что «Гуровых на Руси много», а Б. С. Мейлах сравнивал сюжетную линию «Гуров — Анна Сергеевна» с линией «Анна Каренина — Вронский» (Л. Н. Толстой, «Анна Каренина»). С этой параллелью, однако, не согласился Н. И. Пруцков, что привело к полемике между Пруцковым и Мейлахом.
В то же время издатель Н. А. Лейкин в своём дневнике негативно отнёсся «Даме с собачкой»: «Небольшой этот рассказ, по-моему, совсем слаб. Чеховского в нём нет ничего. Нет тех картин природы, на которые он был такой мастер в своих первых рассказах. Действие в Ялте. Рассказывается, как один пожилой уже приезжий москвич-ловелас захороводил молоденькую, недавно только вышедшую замуж женщину, и которая отдалась ему совершенно без борьбы. Лёгкость ялтинских нравов он хотел показать, что ли!»
А. М. Скабичевский полагал, что главная драма персонажей заключается «в отсутствии борьбы, в бессилии героев на мало-мальски смелый и решительный шаг». Критик подмечает: «Та самая паутина обычаев, приличий, толков, пересудов, косых взглядов, двусмысленных улыбок, родственных опал, расстройства служебных отношений и положений, паутина, сквозь которую без труда проходят крупные мухи, для мелких оказывается непроходима. Остается только хвататься за голову, чувствовать себя несчастными, терзаться сознанием своего бессилия, своего ничтожества и пресмыкаться весь век в таком безвыходно-фальшивом и нелепом положении, в котором пришлось путаться нашим героям».
По мнению В. П. Буренина, рассказ выглядит обрывочным: он «всё-таки не более как этюд, и притом отрывочный, представляющий как будто бы начало, первые главы ненаписанного романа». Он также был не согласен с авторской позицией: «Автор не разрешает ничем вопроса, предлагаемого героем рассказа себе самому, и вместе с этим, стало быть, не разрешает и вопроса о том, драма или только „водевиль с собачкой“ всё то, что переживают его герои с их встречи в Ялте и до их встречи в Москве. Я склонен думать, что это водевиль, который и ялтинские любовники (мимоходом заметим, отнюдь не похожие на веронских любовников Шекспира), и г. Чехов ошибочно принимают за драму. Я склонен тоже думать, что в этой ошибочной точке зрения героев и их автора и заключается главный недочёт рассказа».
В. Альбов в журнале «Мир божий» отмечал: «Хотя фабула рассказа обрывается на выдвинутой автором дилемме, однако смысл её очевиден: или постепенное разрушение, медленное умирание в оболочке лжи, обмана, условной морали; или нужно разорвать эту оболочку, как что-то „ненужное, лёгкое и обманчивое“ и освободить „сдавленное ею зерно жизни“».
А. М. Горький писал А. П. Чехову в январе 1900 года: «Читал „Даму“ Вашу. Знаете, что Вы делаете? Убиваете реализм. И убьете Вы его скоро — насмерть, надолго. Эта форма отжила свое время — факт! Дальше Вас — никто не может идти по сей стезе, никто не может писать так просто о таких простых вещах, как Вы это умеете. <…> После самого незначительного Вашего рассказа — все кажется грубым, написанным не пером, а точно поленом. И — главное — все кажется не простым, то есть не правдивым. Это — верно… Огромное Вы делаете дело Вашими маленькими рассказиками — возбуждая в людях отвращение к этой сонной, полумертвой жизни — черт бы ее побрал!.. Рассказы Ваши — изящно ограненные флаконы со всеми запахами жизни в них, и — уж поверьте! — чуткий нос всегда поймает среди них тот тонкий, едкий и здоровый запах „настоящего“, действительно ценного и нужного, который всегда есть во всяком Вашем флаконе».
Л. Н. Толстой 16 января 1900 года оставил следующую запись в личном дневнике (орфография сохранена): «Читал Даму с собачкой Чехо<ва>. Это всё Ничше. Люди, не выработавшие в себе ясного миросозерцания, разделяющего добро и зло. Прежде робели, искали; теперь же, думая, что они по ту сторону добра и зла, остаются по сю сторону, то есть почти животные».

## Адаптации для театра и кино
- Экранизация рассказа — фильм 1960 года, режиссёр Иосиф Хейфиц.
- 1971 — Дама с собачкой / La dama del perrito (ТВ) (Аргентина), режиссёр Алехандро Дориа[исп.]
- 1972 — Дождь / Kisa (Югославия), режиссёр Младомир «Пуриша» Джорджевич (экранизация рассказа)
- 1975 — Дама с собачкой / De dame met het hondje (ТВ) (Бельгия), режиссёр Жан-Пьерр Де Декер[нидерл.]
- 1987 — Вольная экранизация — «Очи чёрные» Н. Михалкова
- «Дама с собачкой» — балет Родиона Щедрина

## Памятники
- Скульптурная композиция «Антон Чехов и дама с собачкой» — композиция, установленная в 2004 году к столетию со дня смерти писателя у концертного зала «Юбилейный» в центре набережной имени Ленина.
- В 2013 году в сквере перед Сахалинским международным театральным центром в Южно-Сахалинске был установлен памятник героям рассказа. Его автор — С. А. Щербаков.
- Скульптурная композиция «Дама с собачкой» была открыта в подмосковном Раменском в августе 2004 года. Автор — скульптор О. В. Ершов. Скульптура называется «Незнакомка», в городе она стала символом любви. В 2005 году собачка была похищена, а впоследствии воссоздана итальянским скульптором Уной Апрельотти.[источник не указан 2373 дня]
- В 2012 году скульптура «Дама с собачкой» была установлена на Петровской набережной в Астрахани.
- В 2019 году скульптура «Дама с собачкой» открыта в Мурманске на Театральном бульваре[9].